# Miasto Daruvar
Miasto Daruvar (chorw. Grad Daruvar) – jednostka administracyjna w Chorwacji, w żupanii bielowarsko-bilogorskiej. W 2011 roku liczyła 11 633 mieszkańców.

## Miejscowości
- Daruvar
- Daruvarski Vinogradi
- Doljani
- Donji Daruvar
- Gornji Daruvar
- Lipovac Majur
- Ljudevit Selo
- Markovac
- Vrbovac